# Else von Schaubert
Else Constanze Wilhelmine von Schaubert (geboren am 24. Juli 1886; gestorben am 19. Juli 1977 in Jugenheim) war eine deutsche Anglistin und Philologin.

## Leben
Sie stammte aus dem Gebiet des heutigen Polen. Als Geburtsstädte werden Obernigk in Niederschlesien angegeben oder Tomaszew in der Provinz Posen, heute ein Stadtteil von Pleszew. Ihre Eltern waren Gustav Leopold Konstantin von Schaubert (* 30. Oktober 1855) und dessen Ehefrau Alexandra Wilhelmnie Böhmer (* 30. Januar 1856).
Schaubert studierte Anglistik in Breslau und Freiburg im Breisgau. Sie wurde 1920 promoviert und habilitierte 1922 mit der Schrift „Der englische Ursprung von Sir Gawayn and the Green Knight“. Sie unterrichtete mehrere Jahre in Breslau, bevor sie 1929 als außerordentliche Professorin bestellt wurde. 1939 wechselte sie zur Universität Posen, wo sie bis 1945 außerplanmäßige Professorin war, zudem kriegsbedingt Vertreterin des Lehrstuhlinhabers. 1946 erhielt sie dann einen Lehrauftrag an der Universität Göttingen und im selben Jahr eine außerplanmäßige Professur an der Universität Frankfurt; letztere hatte sie bis zu ihrer Pensionierung 1955 inne. Sie war zwar die erste Frau, die in Frankfurt unterrichten durfte, doch eine ordentliche Professur blieb ihr zeitlebens versagt. Ohne Versorgung lebte sie im Alter in ärmlichen Verhältnissen.
Sie lehrte und forschte zu alt- und mittelenglischer Sprache und Literatur sowie zu Shakespeare.

## Schriften (Auswahl)
- Draytons Anteil an „Heinrich VI.“, 2. u. 3. Teil, Promotionsschrift 1920
- Der englische Ursprung von Sir Gawain and the Green Knight, Habilitationsschrift 1922
- Vollständige Neugestaltung von Heyne-Schückings Beowulf-Ausgabe, 1940
- Bedeutung und Herkunft von altenglischem feormian und seiner Sippe, 1949
- Vorkommen, gebietsmässige Verbreitung und Herkunft altenglischer absoluter Partizipialkonstruktionen in Nominativ und Akkusativ, 1954
- Shelleys Tragödie The Cenci und Marlowes Doppeldrama Tamburlaine, 1965